# Svetovno prvenstvo športnih dirkalnikov sezona 1969
Svetovno prvenstvo športnih dirkalnikov sezona 1969 je bila sedemnajsta sezona Svetovnega prvenstva športnih dirkalnikov, ki je potekalo med 1. februarjem in 10. avgustom 1969. Naslov konstruktorskega prvaka je osvojil Porsche (S in P, GT).

## Spored dirk
| Št | Ime                  | Dirkališče                     | Datum                 |
| -- | -------------------- | ------------------------------ | --------------------- |
| 1  | 24 ur Daytone        | Daytona International Speedway | 1. februar 2. februar |
| 2  | 12 ur Sebringa       | Sebring International Raceway  | 22. marec             |
| 3  | BOAC 500†            | Brands Hatch                   | 13. april             |
| 4  | 1000 km Monze        | Autodromo Nazionale Monza      | 25. april             |
| 5  | Targa Florio         | Palermo                        | 4. maj                |
| 6  | 1000 km Spaja        | Circuit de Spa-Francorchamps   | 11. maj               |
| 7  | 1000 km Nürburgringa | Nürburgring                    | 1. junij              |
| 8  | 24 ur Le Mansa       | Circuit de la Sarthe           | 14. junij 15. junij   |
| 9  | 6 ur Watkins Glena   | Watkins Glen International     | 12. julij             |
| 10 | 1000 km Zeltwega     | Österreichring                 | 10. avgust            |

- † - Le za športne dirkalnike.

## Rezultati

### Po dirkah
| Št | Dirkališče        | Zmag. moštvo šp. dir.      | Zmag. moštvo GT                           | Poročilo |
| Št | Dirkališče        | Zmag. dirkač(a) šp. dir.   | Zmag. dirkača (-i) GT                     | Poročilo |
| -- | ----------------- | -------------------------- | ----------------------------------------- | -------- |
| 1  | Daytona           | #6 Roger Penske Racing     | #20 Herb Watson                           | Poročilo |
| 1  | Daytona           | Mark Donohue Chuck Parsons | Herb Watson Tony Adamowicz Bruce Jennings | Poročilo |
| 2  | Sebring           | #22 John Wyer Automotive   | #5 Best Photo Service                     | Poročilo |
| 2  | Sebring           | Jacky Ickx Jackie Oliver   | Don Yenko Bob Grossman                    | Poročilo |
| 3  | Brands Hatch      | #53 Porsche Engineering    | None                                      | Poročilo |
| 3  | Brands Hatch      | Jo Siffert Brian Redman    |                                           | Poročilo |
| 4  | Monza             | #4 Porsche Engineering     | #67 IGFA                                  | Poročilo |
| 4  | Monza             | Jo Siffert Brian Redman    | Jürgen Neuhaus Dieter Fröhlich            | Poročilo |
| 5  | Palermo           | #266 Porsche Engineering   | #86 Everardo Ostini                       | Poročilo |
| 5  | Palermo           | Gerhard Mitter Udo Schütz  | Everardo Ostini Gianpiero Moretti         | Poročilo |
| 6  | Spa-Francorchamps | #25 Porsche Engineering    | #59 Gérard Larrousse                      | Poročilo |
| 6  | Spa-Francorchamps | Jo Siffert Brian Redman    | Gérard Larrousse Rudi Lins Dieter Spoerry | Poročilo |
| 7  | Nürburgring       | #1 Porsche Engineering     | #106 IGFA                                 | Poročilo |
| 7  | Nürburgring       | Jo Siffert Brian Redman    | Jürgen Neuhaus Dieter Fröhlich            | Poročilo |
| 8  | La Sarthe         | #6 John Wyer Automotive    | #41 Jean-Pierre Gaban                     | Poročilo |
| 8  | La Sarthe         | Jacky Ickx Jackie Oliver   | Jean-Pierre Gaban Yves Deprez             | Poročilo |
| 9  | Watkins Glen      | #1 Porsche of Austria      | #14 Owens Corning Racing                  | Poročilo |
| 9  | Watkins Glen      | Jo Siffert Brian Redman    | Tony DeLorenzo Dick Lang                  | Poročilo |
| 10 | Österreichring    | #29 Freiherr von Wendt     | #27 Peter-Ernst Stähle                    | Poročilo |
| 10 | Österreichring    | Jo Siffert Kurt Ahrens Jr. | Herbert Linge Roland Bauer                | Poročilo |

### Konstruktorsko prvenstvo
Točkovanje po sistemu 9-6-4-3-2-1, točke dobi le najbolje uvrščeni dirkalnik posameznega konstruktorja. Stelo je pet najboljših rezultatov.

#### Skupno prvenstvo
| Poz | Konstruktor    | 1. | 2. | 3. | 4. | 5. | 6. | 7. | 8. | 9. | 10. | Skupaj |
| --- | -------------- | -- | -- | -- | -- | -- | -- | -- | -- | -- | --- | ------ |
| 1   | Porsche        | 4  | 4  | 9  | 9  | 9  | 9  | 9  | 6  | 9  | 9   | 45     |
| 2   | Ford           |    | 9  | 2  | 3  |    |    | 1  | 9  | 2  |     | 25     |
| 3   | Lola           | 9  | 1  |    | 2  |    | 2  |    |    |    | 6   | 20     |
| 4   | Ferrari        |    | 6  | 3  |    |    | 6  |    |    |    |     | 15     |
| 5   | Matra          |    |    |    |    |    |    |    | 3  | 3  |     | 6      |
| 6   | Chevron        | 3  |    |    |    |    |    |    |    |    |     | 3      |
| 7   | Alfa Romeo     |    |    |    |    | 2  | 1  |    |    |    |     | 3      |
| 8   | Alpine-Renault |    |    |    | 1  |    |    |    |    |    |     | 1      |

#### Prvenstvo GT
| Poz | Konstruktor | 1. | 2. | 4. | 5. | 6. | 7. | 8. | 9. | 10. | Skupaj |
| --- | ----------- | -- | -- | -- | -- | -- | -- | -- | -- | --- | ------ |
| 1   | Porsche     | 9  | 6  | 9  | 9  | 9  | 9  | 9  | 6  | 9   | 45     |
| 2   | Chevrolet   | 3  | 9  |    |    | 3  |    |    | 9  |     | 24     |
| 3   | Ferrari     | 1  |    |    |    | 6  |    |    |    |     | 7      |
| 4   | Lancia      |    |    | 3  | 2  |    |    |    |    |     | 5      |
| 5   | MG          | 2  |    |    |    |    |    |    |    |     | 2      |